# Oceanía del Polonio
 (juin 2016).
Si vous disposez d'ouvrages ou d'articles de référence ou si vous connaissez des sites web de qualité traitant du thème abordé ici, merci de compléter l'article en donnant les références utiles à sa vérifiabilité et en les liant à la section « Notes et références ».
Oceanía del Polonio est une station balnéaire d'Uruguay située dans le département de Rocha.

## Localisation
La localité se situe au sud-est du département de Rocha, sur les côtes de l'Océan Atlantique au niveau du kilomètre 255 de la route 10. Établie au nord-est de La Paloma, elle en est distante de trente-deux kilomètres.

## Population
D'après le recensement de 2011, la localité compte 7 habitants.

## Source
- (es) Cet article est partiellement ou en totalité issu de l’article de Wikipédia en espagnol intitulé « Oceanía del Polonio » (voir la liste des auteurs).